# Астахин, Виталий Владимирович
 Астахин Виталий Владимирович (род. 2 февраля 1951, Баку) — азербайджанский музыкант, трубач, Народный артист Азербайджанской Республики (2005 год).

## Жизнь и карьера
Виталий Владимирович Астахин родился 2 февраля 1951 года в городе Баку. В 1973 году он окончил Бакинский музыкальный техникум.
С 1969 по 1973 и с 1978 по 1986 годы он работал в симфоническом оркестре Азербайджанского Государственного академического оперного и балетного театра, а с 1973 по 1978 годы — в Азербайджанской Государственной академической филармонии.
С 1986 года он является концертмейстером группы тромбонов Азербайджанского Государственного симфонического оркестра.

## Награды и звания
- Заслуженный артист Азербайджанской Республики — 19 сентября 1991 года
- Народный артист Азербайджанской Республики — 16 сентября 2005 года